# Boerenjasmijn
Boerenjasmijn (Philadelphus) is een geslacht van tweezaadlobbige planten uit de hortensiafamilie (Hydrangeaceae). De wetenschappelijke naam van het geslacht werd in 1753 gepubliceerd door Carl Linnaeus in Species plantarum. Vertegenwoordigers van het geslacht komen van nature voor in Centraal-Europa, gematigd Azië, en in Noord- en Midden-Amerika.

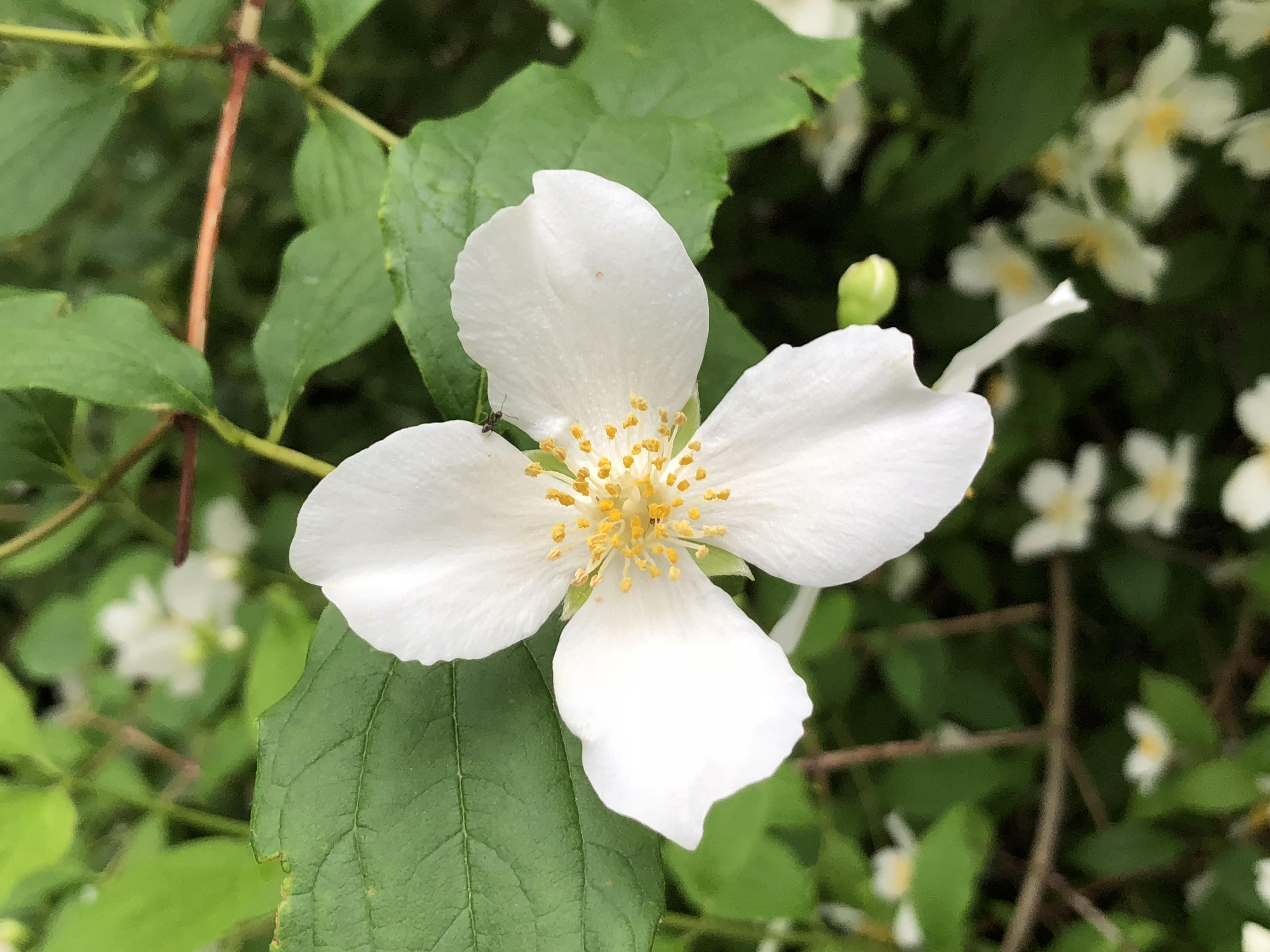
Bloem van Welriekende jasmijn (Philadelphus coronarius)

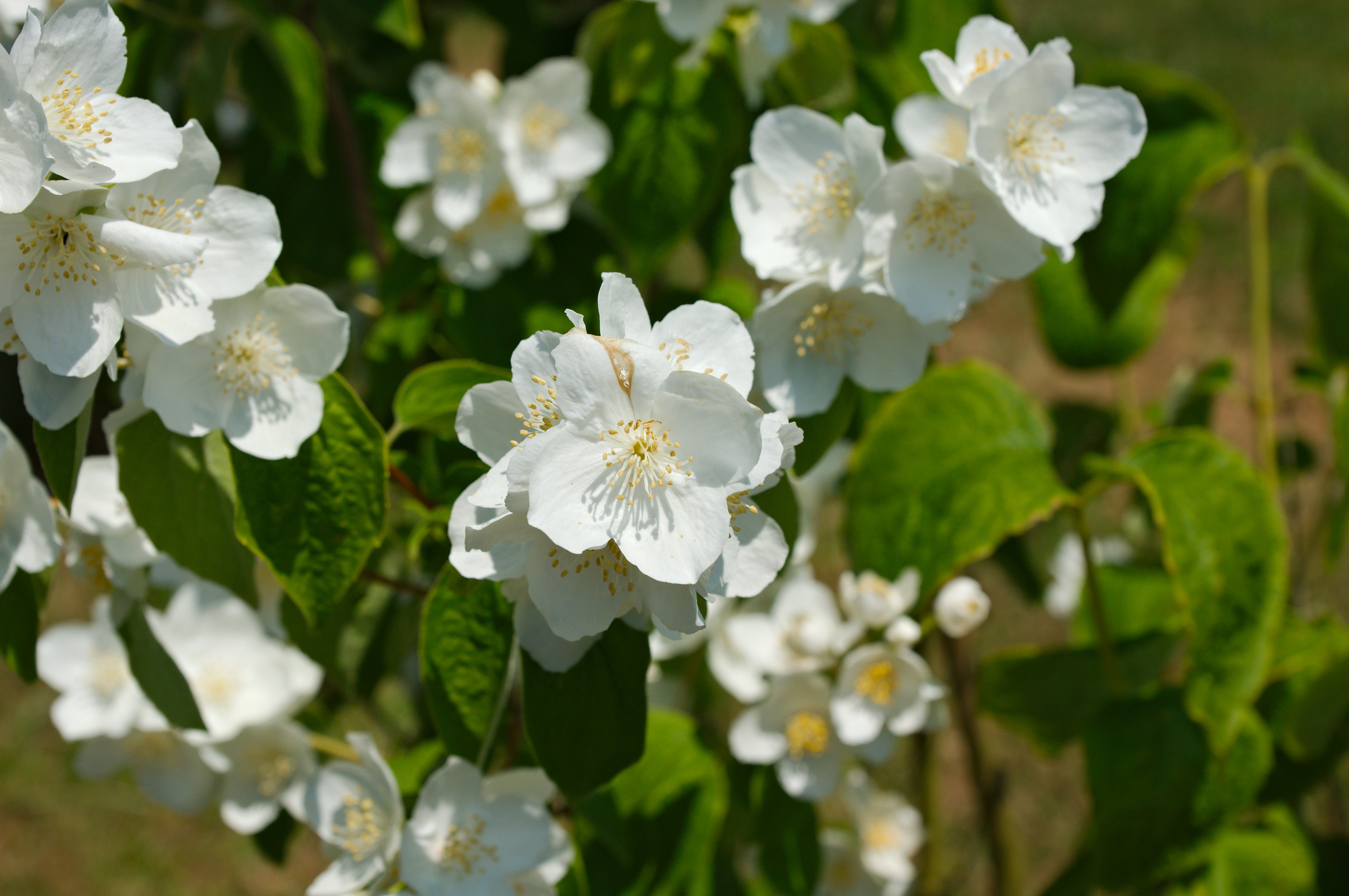
Phyladelphus inodorus

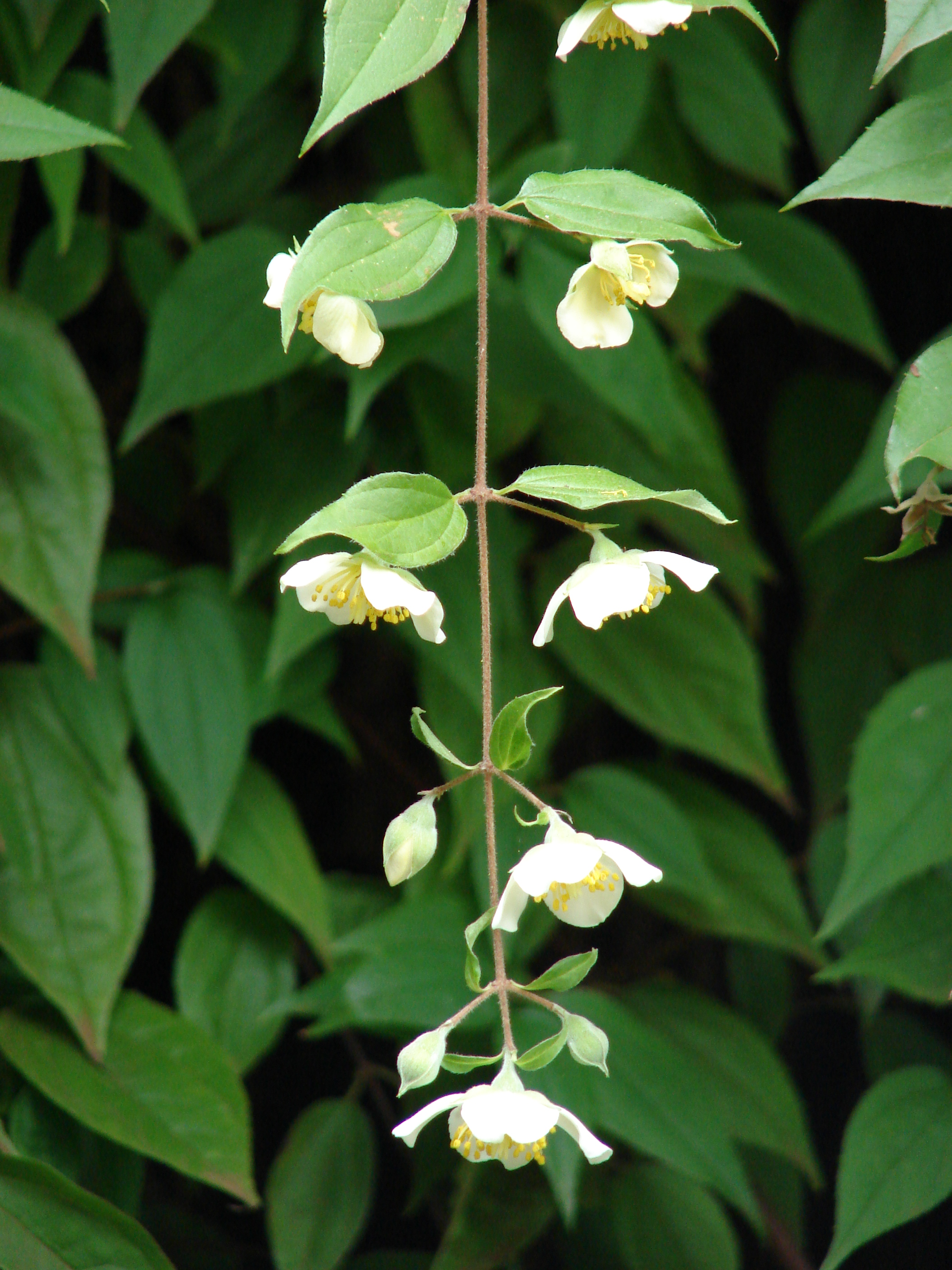
Philadelphus karwinskyanus

## Soorten
- Philadelphus affinis Schltdl.
- Philadelphus asperifolius Körn.
- Philadelphus brachybotrys (Koehne) Koehne
- Philadelphus calcicola S.Y.Hu
- Philadelphus calvescens (Rehder) S.M.Hwang
- Philadelphus caudatus S.M.Hwang
- Philadelphus coronarius L. – Welriekende jasmijn
- Philadelphus coulteri S.Watson
- Philadelphus dasycalyx (Rehder) S.Y.Hu
- Philadelphus delavayi L.Henry
- Philadelphus henryi Koehne
- Philadelphus hirsutus Nutt.
- Philadelphus incanus Koehne
- Philadelphus inodorus L.
- Philadelphus kansuensis (Rehder) S.Y.Hu
- Philadelphus karwinskyanus Koehne
- Philadelphus kunmingensis S.M.Hwang
- Philadelphus laxiflorus Rehder
- Philadelphus lewisii Pursh
- Philadelphus lushuiensis T.C.Ku & S.M.Hwang
- Philadelphus maculatus (C.L.Hitchc.) S.Y.Hu
- Philadelphus mearnsii W.H.Evans ex Rydb.
- Philadelphus mexicanus Schltdl.
- Philadelphus microphyllus A.Gray
- Philadelphus myrtoides Bertol.
- Philadelphus palmeri Rydb.
- Philadelphus pekinensis Rupr.
- Philadelphus pringlei S.Y.Hu
- Philadelphus pubescens Loisel.
- Philadelphus pueblanus S.Y.Hu
- Philadelphus purpurascens (Koehne) Rehder
- Philadelphus reevesianus S.Y.Hu
- Philadelphus sargentianus S.Y.Hu
- Philadelphus satsumi Siebold ex Lindl. & Paxton
- Philadelphus schrenkii Rupr.
- Philadelphus sericanthus Koehne
- Philadelphus serpyllifolius A.Gray
- Philadelphus subcanus Koehne
- Philadelphus tenuifolius Rupr. & Maxim.
- Philadelphus tetragonus S.M.Hwang
- Philadelphus texensis S.Y.Hu
- Philadelphus tomentosus Wall. ex G.Don
- Philadelphus tsianschanensis F.T.Wang & S.X.Li
- Philadelphus yangjiaensis Y.T.Zhao & H.Xie
- Philadelphus zhejiangensis S.M.Hwang